# Política de Pakistán
La política de Pakistán (سیاسیاتِ پاکستان ; ISO: Siyāsiyāt-e-Pākistāna) se desarrolla en el marco establecido por la Constitución. El país es una república parlamentaria federal en la que los gobiernos provinciales gozan de un alto grado de autonomía y poderes residuales. El poder ejecutivo recae en el gabinete nacional, encabezado por el Primer Ministro de Pakistán (Shehbaz Sharif desde el 3 de marzo de 2024), que trabaja con el Parlamento bicameral y el poder judicial. Las estipulaciones establecidas por la Constitución proporcionan un delicado control y equilibrio en el reparto de poderes entre las ramas ejecutiva, legislativa y judicial del gobierno.
El jefe de Estado es el presidente, elegido por el colegio electoral para un mandato de cinco años. Asif Ali Zardari es actualmente el presidente de Pakistán (desde 2024). El presidente era una autoridad importante hasta que la 18.ª enmienda, aprobada en 2010, despojó a la presidencia de la mayoría de sus poderes. Desde entonces, Pakistán ha pasado de un sistema semipresidencialista a un gobierno puramente parlamentario. Desde la enmienda, los poderes del presidente incluyen el derecho de indulto y la capacidad de suspender o moderar cualquier sentencia dictada por cualquier tribunal o autoridad.
El gobierno consta de tres poderes: ejecutivo, legislativo y judicial. El poder ejecutivo está formado por el Gabinete y dirigido por el Primer Ministro. Es totalmente independiente del poder legislativo, formado por un Parlamento bicameral. La Cámara Alta es el Senado, mientras que la Asamblea Nacional es la Cámara Baja. El poder judicial se forma con la composición del Tribunal Supremo como tribunal supremo, junto a los tribunales superiores y otros tribunales inferiores. La función del poder judicial es interpretar la Constitución y las leyes y reglamentos federales.
Pakistán es una democracia multipartidista en la que varios partidos políticos compiten por los escaños en las asambleas nacional y provinciales. Sin embargo, como consecuencia de la caída de Dhaka en 1971, se desarrolló un sistema bipartidista entre el Partido Popular y la Liga Musulmana. También se ha producido un fuerte aumento de la popularidad de partidos centristas como la PML-Q y el PTI. Las Fuerzas Armadas han desempeñado un papel influyente en la política del país. Desde la década de 1950 hasta la de 2000, se produjeron varios golpes de Estado que derrocaron regímenes democráticos. El panorama político de Pakistán suele definirse por una regla imperante: allí donde el ejército pakistaní está dispuesto a ejercer su influencia, lo hace y tiende a mantener su presencia, independientemente de las repercusiones. Imran Khan, por ejemplo, ascendió al liderazgo en 2018 con el respaldo de los militares, pero posteriormente fue apartado del poder en 2022 tras perder ese apoyo.Tras la dimisión del presidente Pervez Musharraf en 2008, se ha trazado una clara línea divisoria entre el "estamento militar" y la política, y Pakistán está cada vez más cerca de convertirse en una democracia tras las elecciones generales de 2013. Sin embargo, los críticos sostienen que el país está avanzando hacia un sistema híbrido estricto, un sistema en el que los líderes militares y políticos toman decisiones colectivas, lo que afecta a la estructura general de poder del gobierno civil. Mientras tanto, muchos defensores apoyan el cambio y lo describen como un cambio necesario en el sistema del país para dar cabida a más voces civiles en el proceso de formulación de políticas. Muchos elogian los esfuerzos y dan ejemplos del éxito de este sistema, como el Centro Nacional de Mando y Control (NCOC) para hacer un seguimiento eficaz de la respuesta a la COVID-19 a nivel estatal, el Centro Nacional de Control de la Langosta (NLCC) para contrarrestar el ataque de la langosta y garantizar la seguridad alimentaria en el país. La influencia del ejército provocó la destitución del ex primer ministro Imran Khan, que lideró un amplio movimiento de oposición contra el actual gobierno de coalición y el ejército, y aumentó la inestabilidad y la polarización en el país. Los atentados terroristas en todo Pakistán y la represión del gobierno contra el PTI han agudizado las tensiones. También puede observarse que ningún primer ministro de Pakistán ha completado su mandato. En marzo de 2024, Shehbaz Sharif, de la PML-N, vuelve a ser primer ministro. Formó una frágil coalición entre su partido (PML-N) y el Partido Popular de Pakistán (PPP). Los aliados políticos del PTI, el SIC y el MWM, permanecieron en la oposición.
La Unidad de inteligencia de The Economist calificó a Pakistán de "régimen híbrido" en 2022. Pero lo reclasificó como "régimen autoritario" en 2023. Según los índices V-Dem Democracy, Pakistán era en 2023 el 20.º país democrático con más elecciones de Asia. En 2023, según Freedom in the World, informe de Freedom House, Pakistán está clasificado como país "parcialmente libre" y está clasificado como "no libre" en cuanto a libertad en Internet.

## Poder ejecutivo
El Presidente actual y los expresidentes de Pakistán, de acuerdo con la disposición constitucional de que la religión del Estado es el Islam, deben ser musulmanes. Elegido para un mandato de cinco años por un Colegio Electoral compuesto por miembros del Senado y la Asamblea Nacional y miembros de las asambleas provinciales, el presidente puede ser reelegido. Pero ninguna persona puede ocupar el cargo durante más de dos mandatos consecutivos. El presidente puede dimitir o ser sometido a juicio político y puede ser destituido de su cargo por incapacidad o falta grave por dos tercios de los votos de los miembros del parlamento. El Presidente suele actuar aconsejado por el Primer Ministro, pero tiene importantes poderes residuales. 
En el pasado, uno de estos poderes -herencia del dictador militar general Muhammad Zia-ul-Haq- ha incluido la capacidad discrecional del presidente para disolver la Asamblea Nacional cuando "se haya producido una situación en la que el Gobierno de la Federación no pueda llevarse a cabo de acuerdo con las disposiciones de la Constitución y sea necesario un llamamiento al electorado". Este poder ha sido otorgado dos veces -por la Octava Enmienda en 1985 (bajo la dictadura de Zia) y por la Decimoséptima Enmienda en 2003 (bajo el régimen militar del general Pervez Musharraf)- y ha sido revocado dos veces -por la Decimotercera Enmienda en 1997 (por la Liga Musulmana de Pakistán (N)) y por la Decimoctava Enmienda en 2010 (por el Partido Popular de Pakistán). A pesar de este último recorte de poderes, el presidente sigue siendo el presidente de oficio del Consejo de Seguridad Nacional, según la Ley de Seguridad Nacional de 2004. 
El Primer Ministro es nombrado por los miembros de la Asamblea Nacional mediante votación. El primer ministro es asistido por el Gabinete Federal, un consejo de ministros cuyos miembros son nombrados por el presidente con el asesoramiento del primer ministro. El Gabinete Federal está formado por ministros, secretarios de Estado y consejeros. A principios de 1994, había treinta y tres carteras ministeriales: comercio; comunicaciones; cultura; defensa; producción de defensa; educación; medio ambiente; finanzas y asuntos económicos; alimentación y agricultura; asuntos exteriores; sanidad; vivienda; información y radiodifusión; interior; asuntos cachemires y zonas septentrionales; ley y justicia; gobierno local; asuntos de las minorías; control de estupefacientes; asuntos parlamentarios; producción de petróleo y recursos naturales; planificación y desarrollo; ferrocarriles; asuntos religiosos; ciencia y tecnología; bienestar social; educación especial; deportes; regiones estatales y fronterizas; turismo; agua y energía; desarrollo de la mujer; y asuntos de la juventud. 

## Poder legislativo
El poder legislativo federal bicameral está compuesto por el Senado (cámara alta) y la Asamblea Nacional (cámara baja). Según el artículo 50 de la Constitución, la Asamblea Nacional, el Senado y el presidente forman conjuntamente un órgano conocido como Majlis-e-Shoora (Consejo de Asesores). 
La democracia pakistaní carece de método de destitución. Sin embargo, gobiernos anteriores han sido destituidos por corrupción invocando el artículo 58 de la Constitución. El poder del Presidente para destituir al Primer Ministro y disolver la Asamblea Nacional fue suprimido por la Decimotercera Enmienda y restablecido parcialmente por la Decimoséptima Enmienda.

### Senado
El Senado es un órgano legislativo permanente con representación paritaria de cada una de las cuatro provincias, elegidas por los miembros de sus respectivas asambleas provinciales. Hay representantes de las Áreas Tribales de Administración Federal y del Territorio de la Capital de Islamabad. El presidente del Senado, según la Constitución, es el siguiente en la línea de sucesión para actuar como presidente en caso de que el cargo quede vacante y hasta que pueda elegirse formalmente a un nuevo presidente. Tanto el Senado como la Asamblea Nacional pueden iniciar y aprobar leyes, salvo las de finanzas. Sólo la Asamblea Nacional puede aprobar el presupuesto federal y todos los proyectos de ley de finanzas. En el caso de otros proyectos de ley, el presidente puede impedir su aprobación a menos que la asamblea legislativa en sesión conjunta anule al presidente por mayoría de los miembros de ambas cámaras presentes y votantes. A diferencia de la Asamblea Nacional, el Senado no puede ser disuelto por el presidente.

### Asamblea Nacional

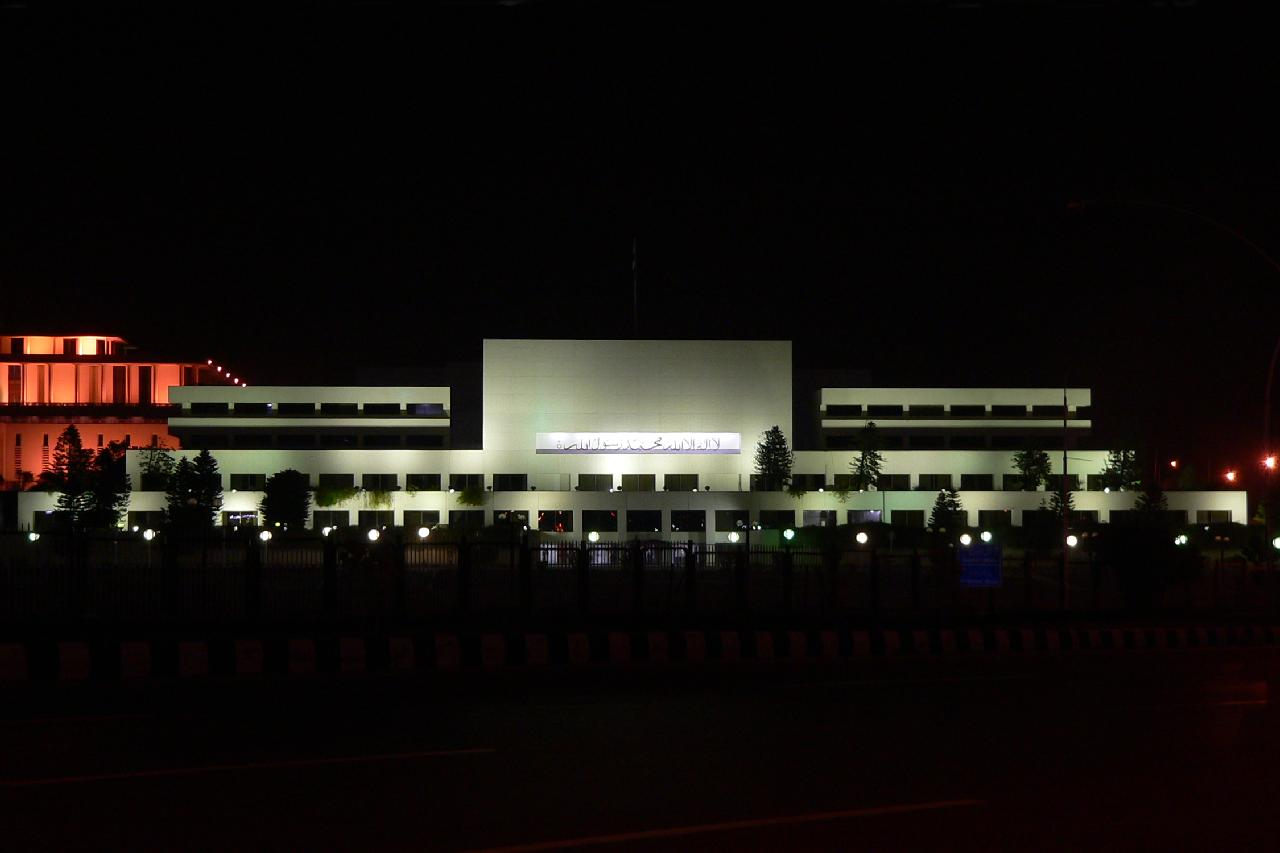
Asamblea Nacional de Pakistán

Los miembros de la Asamblea Nacional son elegidos por sufragio universal de los adultos (antes tenían veintiún años o más, pero la decimoséptima enmienda lo cambió a dieciocho años). Los escaños se asignan a cada una de las cuatro provincias, las Áreas Tribales de Administración Federal y el Territorio de la Capital Islamabad en función de la población. Los miembros de la Asamblea Nacional ejercen sus funciones durante la legislatura, que es de cinco años, a menos que fallezcan o dimitan antes, o que se disuelva la Asamblea Nacional. Aunque la gran mayoría de los miembros son musulmanes, alrededor del 5% de los escaños están reservados a minorías, como cristianos, hindúes y sijs. Las elecciones para los escaños de las minorías se celebran sobre la base de electorados separados, al mismo tiempo que las votaciones para los escaños musulmanes durante las elecciones generales.

## Poder judicial
El poder judicial incluye el Tribunal Supremo, los tribunales superiores provinciales, los tribunales de distrito y de sesiones, los tribunales civiles y de magistrados que ejercen la jurisdicción civil y penal. Algunos tribunales federales y provinciales, como el Tribunal de Servicios, el Tribunal de Impuestos sobre la Renta e Impuestos Especiales, el Tribunal Bancario y los Tribunales de las Juntas de Ingresos, también están establecidos en todas las provincias.

### Corte Suprema
En referencia al ARTÍCULO 175 (A) NOMBRAMIENTO DE JUECES
La Corte Suprema tiene jurisdicción original, de apelación y consultiva.
(1) Habrá una Comisión Judicial de Pakistán, en lo sucesivo denominada en este Artículo la Comisión, para el nombramiento de Jueces del Tribunal Supremo, de los Tribunales Superiores y del Tribunal Federal de la Sharia, según se dispone más adelante.
(2) Para el nombramiento de Jueces del Tribunal Supremo, la Comisión estará compuesta por:
(i) Presidente de la Corte Suprema de Pakistán; Presidente (ii) [cuatro] Jueces más antiguos de la Corte Suprema; Miembro (iii) un expresidente de la Corte Suprema o un exjuez de la Corte Suprema de Pakistán a ser nominado por el presidente de la Corte Suprema de Pakistán, en consulta con los [cuatro] Jueces miembros, por un período de dos años; Miembro (iv) Ministro Federal de Derecho y Justicia; Miembro (v) Fiscal General de Pakistán; y Miembro (vi) un Abogado Sénior de la Corte Suprema de Pakistán nominado por el Consejo de Abogados de Pakistán por un período de dos años.
(3) No obstante cualquier cosa contenida en la cláusula (1) o en la cláusula (2), el presidente nombrará al Juez más antiguo del Tribunal Supremo como Presidente del Tribunal Supremo de Pakistán. El Presidente del Tribunal Supremo y los jueces del Tribunal Supremo pueden permanecer en el cargo hasta la edad de sesenta y cinco años: ahora 68 años y esta es también otra cláusula de la decimoséptima enmienda.

## Forma de gobierno
Oficialmente una república islámica federal, Pakistán ha tenido una larga historia de alternancia de periodos de democracia electoral y gobierno militar autoritario. Entre los presidentes militares figuran el General Ayub Khan en la década de 1960, el General Yahya Khan, el General Zia ul Haq en la década de 1980 y el General Pervez Musharraf desde 1999. Sin embargo, la mayoría de los jefes de Estado y de Gobierno de Pakistán han sido dirigentes civiles elegidos. En octubre de 2002 se celebraron elecciones generales. Tras supervisar las elecciones, el Grupo de Observadores de la Mancomunidad de naciones declaró como conclusión:
Creemos que el día de las elecciones fue creíble: se expresó la voluntad del pueblo y los resultados reflejaron sus deseos. Sin embargo, en el contexto de las diversas medidas adoptadas por el Gobierno, no estamos convencidos de la imparcialidad general del proceso en su conjunto.
El 22 de mayo de 2004, el Grupo de Acción Ministerial de la Mancomunidad de naciones readmitió a Pakistán en la Mancomunidad, reconociendo formalmente sus avances en el retorno a la democracia.

### Cachemira en la política pakistaní
Cachemira (Azad Cachemira) tiene su propia constitución, la Ley Constitucional Provisional de Azad Jammu y Cachemira de 1974, y una forma de gobierno parlamentaria elegida localmente, como se ha descrito anteriormente. La constitución permite muchas de las estructuras que componen un Estado autónomo, como una asamblea legislativa elegida mediante elecciones periódicas, un primer ministro que manda en la mayoría de la asamblea, un presidente elegido indirectamente, un poder judicial independiente e instituciones de gobierno local.
Sin embargo, el artículo 56 de la Ley Constitucional Provisional de Jammu y Cachemira (redactada por los ministerios federales de Justicia y Asuntos de Cachemira en Islamabad) permite al gobierno pakistaní destituir a cualquier gobierno electo de Azad Cachemira, independientemente del apoyo de que goce en la Asamblea Legislativa de Azad Cachemira. La Ley Constitucional Provisional prevé dos foros ejecutivos: el Gobierno de Azad Cachemira en Muzaffarabad y el Consejo de Azad Cachemira en Islamabad.
Este último órgano, presidido por el primer ministro de Pakistán, ejerce una autoridad suprema sobre la Asamblea Legislativa de Azad Jammu y Cachemira, que no puede impugnar las decisiones del consejo. El consejo está bajo el control numérico del gobierno federal de Islamabad, ya que, además del primer ministro pakistaní, está formado por otros seis ministros federales, el ministro de Asuntos de Cachemira como miembro de oficio, el primer ministro de Azad Cachemira y seis miembros de Azad Cachemira elegidos por la Asamblea Legislativa.38 El acta constitucional provisional enumera cincuenta y dos temas -prácticamente todo lo que tiene alguna importancia- que son competencia del Consejo de Azad Cachemira, al que el Tribunal Superior de Azad Cachemira ha calificado de "suprapoder". Sus decisiones son definitivas y no están sujetas a revisión judicial.
Así pues, Azad Cachemira permanece a todos los efectos bajo el estricto control de Pakistán, sin ejercer ninguna soberanía real propia. Desde el principio, la estructura institucional del territorio se diseñó para garantizar el control paquistaní de los asuntos de la zona. Según las resoluciones de la Comisión de las Naciones Unidas para India y Pakistán (UNCIP)39 , Azad Cachemira no es ni un Estado soberano ni una provincia de Pakistán, sino una "autoridad local" con responsabilidad sobre la zona que le ha sido asignada en virtud del actual acuerdo de 2003 sobre la línea de alto el fuego. 40 La "autoridad local" o gobierno provisional de Azad Cachemira, tal y como se estableció en octubre de 1947, traspasó a Pakistán, en virtud del Acuerdo de Karachi de 28 de abril de 1949, los asuntos relacionados con la defensa, los asuntos exteriores, las negociaciones con la UNCIP y la coordinación de todos los asuntos relacionados con Gilgit y Baltistán (territorios de importancia estratégica que ahora constituyen las "zonas septentrionales" de Pakistán).

### Gobiernos provinciales
Pakistán está subdividido en cuatro provincias, un territorio y una capital. Cada provincia tiene una Asamblea Provincial, órgano legislativo elegido por sufragio directo. Los miembros son elegidos para mandatos de cinco años. Cada Asamblea elige a un Ministro Principal, que a su vez selecciona a los ministros de su gabinete.
- Territorio de la capital Islamabad
- Baluchistán
- Jaiber Pastunjuá
- Punyab
- Sindh
- Gilgit-Baltistán (parte del territorio disputado de Cachemira)
- Azad Cachemira

Nota: Azad Cachemira es de administración federal y es una "autoridad local".

### Gobiernos municipales
Las provincias de Pakistán se dividen en distritos denominados zillas en las lenguas locales (equivalentes a un condado en la terminología estadounidense o británica). Una zilla se subdivide a su vez en tehsils (aproximadamente equivalente a un borough en un contexto sistémico integrado de varios niveles (federado), como el que se puede encontrar en Montreal (Canadá, 2002) y Birmingham (Reino Unido, anuncio de 2001) o conocidos como arrondissements en el contexto francés. Los tehsils pueden contener ciudades o municipios. El sistema de Pakistán es el que aplica un marco sistémico federado integrado de forma más completa, hasta el momento.
Esta metodología no es nueva en la región, ya que es similar a lo que se conoce como el antiguo sistema Panchayat Raj de la India, introducido por Gran Bretaña durante la época colonial. En la década de 1890, Gran Bretaña se había convertido en la primera nación en adaptar el marco administrativo de dos niveles del París revolucionario (1790) a los consejos parroquiales preexistentes en el contexto urbano (Londres) y en tres niveles en el contexto rural (condado, distrito, consejos parroquiales). En la India se implantó en algunas regiones y no en otras, y luego se dejó en barbecho. Se reavivó tras la exitosa recuperación de Bengala Occidental en la década de 1970, que acabó inspirando la enmienda constitucional de 1990 que la convirtió en política nacional.
La principal diferencia es que Pakistán es el único país de la región que cuenta también con un marco urbano, y el sistema de Pakistán tiene un marco representativo común entre los niveles (como Montreal y Birmingham, que también tienen un contexto de dos niveles, aunque Birmingham está trabajando en la implantación de un sistema de tres niveles); y tiene un marco representativo ascendente, como el ejemplo canadiense. Pakistán tenía el único sistema integrado de gobierno local representativo común ascendente de tres niveles, hasta que se adaptó a otro país en 2003. El Reino Unido, el país que introdujo por primera vez esta metodología en la región, también cuenta con los ejemplos urbanos de Londres y Birmingham (que se están aplicando en la era posterior a 2001 sobre la base de las medidas introducidas por primera vez en la década de 1980); al igual que Francia (donde las ciudades más grandes y las unidades más pequeñas han creado este tipo de marco, ya sea por devolución (Marsella y Lyon, además de París) o por integración de unidades vecinas (como la región de Nantes en virtud de la Ley Marcellin de la década de 1970); y Canadá.
Esta metodología se está adaptando cada vez más, ya que ofrece una mayor productividad sistémica, al ser un marco más inclusivo que proporciona una mayor integración regional. En EE. UU., el sistema regional de siete condados de las Ciudades Gemelas (MN) y el Metro de Portland (OR) son los ejemplos estadounidenses más integrados; pero también los que se citan a menudo en EE. UU. por lo que han conseguido. Estos ejemplos de EE. UU. -con su marco de varios condados- son similares a lo que existe en Francia tras la introducción de la unidad regional (lo que hace que Francia tenga un marco sistémico de tres niveles también en el contexto de la Commune (unidad municipal/local de nivel más bajo), Departamento (condado), Unidad regional). Los marcos de varios condados son adecuados para un sistema muy suburbanizado como el de Estados Unidos. Después de Francia y Gran Bretaña, la colonia india de Gran Bretaña fue la tercera región en ver implantada esta metodología.
En Pakistán hay más de cinco mil gobiernos locales. Desde 2001, la gran mayoría de ellos están dirigidos por consejos locales elegidos democráticamente, cada uno de ellos encabezado por un Nazim (alcalde o supervisor).

## Relaciones exteriores

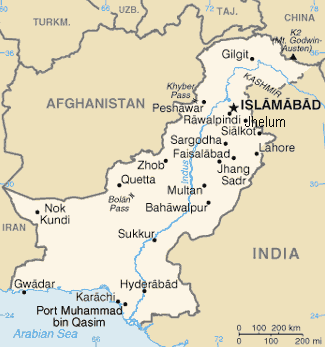
Mapa de Pakistán

Pakistán es el segundo país musulmán en términos de población, y su condición de potencia nuclear declarada, siendo la única nación musulmana que tiene ese estatus, juega un papel importante en su papel internacional. También es miembro activo de las Naciones Unidas. Históricamente, su política exterior ha abarcado difíciles relaciones con India, el deseo de un Afganistán estable, estrechas relaciones desde hace tiempo con la República Popular China, amplios intereses económicos y de seguridad en el Golfo Pérsico y amplias relaciones bilaterales con Estados Unidos y otros países occidentales. Pakistán es también un importante miembro de la Organización de Cooperación Islámica (OCI). Pakistán ha utilizado la OCI como foro para la Moderación Ilustrada, su plan para promover el renacimiento y la ilustración en el mundo islámico.
Receloso de la expansión soviética, Pakistán mantuvo sólidas relaciones tanto con Estados Unidos como con la República Popular China durante gran parte de la Guerra Fría. Fue miembro de las alianzas militares CENTO y SEATO. Su alianza con Estados Unidos fue especialmente estrecha después de que los soviéticos invadieran el país vecino de Afganistán.
En 1964, Pakistán firmó el Pacto de Cooperación Regional para el Desarrollo con Turquía e Irán, cuando los tres países eran estrechos aliados de Estados Unidos y, como vecinos de la Unión Soviética, recelaban del expansionismo soviético. En la actualidad, Pakistán mantiene una estrecha relación con Turquía. La RCD desapareció tras la revolución iraní, y una iniciativa pakistaní-turca condujo a la fundación de la Organización de Cooperación Económica (ECO) en 1985. Las relaciones de Pakistán con India han mejorado recientemente y esto ha abierto la política exterior pakistaní a cuestiones que van más allá de la seguridad. Esta evolución podría cambiar por completo el cariz de las relaciones exteriores de Pakistán. Pakistán se unió al Movimiento de Países No Alineados en 1979, pero la no alineación de Pakistán es muy discutida, ya que muestra una inclinación significativa hacia China en todas las esferas, incluida la política.
Las relaciones de Pakistán con Estados Unidos y sus aliados se están deteriorando aún más debido a la cercanía de Pakistán con China, ya que Estados Unidos y China compiten en varios asuntos, como el comercio, las cadenas de suministro, la geopolítica y el desarrollo de tecnología militar. La rivalidad y el conflicto que Pakistán mantiene desde hace décadas con India, socio estratégico de Estados Unidos, también plantea dificultades a los esfuerzos del país por mejorar sus relaciones con Estados Unidos.

### Implicación de extranjeros en la política y los políticos paquistaníes
En ocasiones se ha afirmado que algunos extranjeros se han acercado mucho a los líderes políticos pakistaníes y a las autoridades del Estado y que han desempeñado posibles papeles influyentes indirectos Nahid Iskander Mirza (1919-2019), también prima de Nusarat Bhutto, supuestamente esposa de un agregado militar de la embajada iraní en Pakistán, se casó con Iskander Mirza, antiguo presidente de Pakistán, y se afirma que desempeñó un papel decisivo en la concertación de concesiones fronterizas con Irán. Se cree que Joanne Herring, socialité estadounidense, influyó en la política exterior del general Zia Ul Haq. Desde la década de 2010, otra socialité estadounidense, Cynthia D. Ritchie, reivindica su estrecha relación con el establishment pakistaní.

## Temas sensibles

### Neutralidad política de los militares
La influencia del ejército pakistaní en la política siempre ha sido un tema de debate. Freedom House también comentó que el ejército ejerce una enorme influencia en cuestiones de seguridad y política, intimida a la prensa y goza de impunidad para el uso indiscriminado o extralegal de la fuerza. Se sabe que militantes islamistas llevan a cabo ataques contra minorías religiosas y otros opositores percibidos en el país.
El caos político, la crisis económica y las amenazas a la seguridad ponen a prueba el frágil Estado paquistaní mientras los militares intentan mantener el control. En mayo de 2023, Pakistán fue testigo de una asombrosa tasa de inflación récord del 38% en comparación con el mismo periodo del año anterior. En los últimos 12 meses, la tasa media de inflación se situó en el 30%, lo que afectó significativamente a la asequibilidad de los productos básicos diarios, como los alimentos y el transporte, para los pobres y la clase media. La economía del país está al borde del colapso, debido a años de mala gestión financiera, desastres naturales y agitación política.

### Nuevo mapa político
El 4 de agosto de 2020, el primer ministro Imran Khan desveló un "nuevo mapa político" de Pakistán que muestra toda la región de Cachemira (excluidas las zonas de Aksai Chin bajo control chino) y el antiguo principado de Junagadh como territorio pakistaní. Esta medida fue condenada por India, que la calificó de violación de las leyes internacionales y de clara provocación por parte de Pakistán. Sin embargo, el primer ministro pakistaní, Imran Khan, afirmó que la única solución a la cuestión de Cachemira era la Resolución 39 de la ONU, adoptada el 20 de enero de 1948, que daba derecho a los cachemires a unirse a Pakistán o a India. "India está intentando desplazar a la gente a Cachemira en un intento de convertir a los cachemires en una minoría en la región". El primer ministro Imran reiteró que su gobierno plantearía la difícil situación de los cachemires en todos los foros posibles. "Este mapa es el primer paso y nuestra lucha por Cachemira seguirá adelante".